# Tingvalla IP
Tingvalla IP var en idrottsplats i Karlstad i Sverige, öppnad 1919. Ett av de första större evenemangen på anläggningen var Svenska mästerskapet i friidrott 1919. 
Den ligger intill E18, norr om Karolinen. Anläggningen har av tradition varit hemvist för Karlstads friidrottsliga verksamhet och är tillika hemvist för IF Göta. Anläggningen används även till fotboll och amerikansk fotboll. 
På Tingvalla IP har matcher i Världsmästerskapet i fotboll för damer 1995 och Europamästerskapet i fotboll för damer 1997 spelats. Milkospelen och Götagalan i friidrott avgörs på Tingvalla. Arenan har varit ceremoniplats vid invigningen av O-Ringen och firandet av nationaldagen. 
Publikrekordet är 10 421 åskådare den 21 augusti 2000 vid en fotbollsmatch för herrar mellan svenska Carlstad United BK och italienska SS Lazio (1–5). Efter detta publikrekord kommer ett flertal friidrottsarrangemang så som Götagalan och SM-tävlingarna.
I närheten av idrottsplatsen ligger Tingvalla isstadion, där IF Boltic spelar sina hemmamatcher, och Tingvallahallarna.  Tingvalla IP var hemmaarena för Carlstad Crusaders, amerikansk fotbollsförening ifrån Karlstad.
Under 2022 ersattes Tingvalla IP av Sola Arena, en dryg kilometer norrut. Det spelades dock en internationell amerikansk fotbollsturnering på Tingvalla IP i juni 2023 då Sola Arena var stängd för anläggning av löparbanor.